# Maria Christina Bruhn
Maria Christina Bruhn (Estocolmo, 1732-Estocolmo, 21 de octubre de 1808) fue una química e inventora sueca. Fue la primera mujer inventora de su país en tecnología de artillería.

## Biografía
Fue la mayor de las tres hijas del contable Johan Bruhn y de Inga Catharina Behm. Un año antes de la muerte de su padre, en 1742, su madre recibió el permiso del Kommerskollegiet para dirigir una fábrica de papel pintado. Su madre no solo fue la segunda mujer (después de Maria Berg en 1740), sino también una de las primeras tapiceras de Suecia en recibir el permiso de la Sala y el Tribunal de Manufacturas de Estocolmo para explotar una fábrica de tapices en Suecia, y Bruhn y Berg imprimieron y pintaron casi dos tercios del papel pintado de la capital en 1741. A la muerte de su padre, en 1742, su madre se quedó con las cuantiosas deudas de éste, pero consiguió salvar su propio negocio y se convirtió en una de las principales fabricantes de papel pintado de Estocolmo: sus 5000 fajos de papel pintado representaron alrededor del 10 % de todo el papel pintado hecho a mano aprobado por el Tribunal en el periodo 1739-1759. Maria Christina, al igual que sus hermanas Inga y Eva, fue aprendiz de las asistentes de su madre.
A la muerte de su madre, en 1751, Maria Christina Bruhn se hizo cargo de la fábrica de papel pintado y mantuvo a sus dos hermanas, que siguieron trabajando como sus ayudantes. No era rica, pero pagaba el impuesto sobre las bebidas alcohólicas y se mantenía como sirvienta y asistente. Jonas Alströmer invirtió en su negocio y también fue cliente, y ella alcanzó cierto éxito y tuvo una buena reputación. Sin embargo, la crisis comercial de 1763 tuvo un impacto negativo en su negocio. Su hermana Ingrid (Inga) se casó en 1766 con el ingeniero de la ciudad Hieronimus von der Burg, conocido personal del profesor de artillería Nils Lindblom.
Tras la subida al trono de Gustavo III, se convocó un concurso en 1773 con un premio de 6000 monedas de cobre riksdaler (unas 160 000 coronas suecas en dinero de 2016) para quien pudiera producir el desarrollo exitoso del almacenamiento de pólvora a prueba de fuego y humedad en cardigans y fastager para la artillería. Se utilizaban en la guerra contemporánea para almacenar propulsores, normalmente pólvora, para las armas de artillería. Los inventos debían presentarse a la Real Academia de las Ciencias de Suecia
Durante su trabajo de fabricación de pintura y preparación de papel, se inspiró en la idea que presentó a la academia el 2 de marzo de 1774. En una carta de 1783, explicó que a menudo experimentaba durante su trabajo.
Los hombres de la Academia expresaron un profundo escepticismo ante la invención de una mujer, y se necesitaron doce años de pruebas, durante las cuales tuvo que luchar, entre otros, contra los intentos de Reinhold von Anrep, general de Artillería, de atribuirse el mérito de su invención, antes de que el Ministerio de guerra lo aprobara, la reconociera como su inventora y le diera la recompensa en 1786. Su invento fue utilizado durante mucho tiempo por el ejército sueco.
La recompensa fue suficiente para que Bruhn cerrara su fábrica de tapices y viviera de los ingresos de la recompensa. Luego vivió como particular con una de sus hermanas en Katarina Norra. Cuando los ingresos de los beneficios se agotaron, vivió de la manutención que le correspondía como antigua fabricante. Sin embargo, no era grande. En el censo de 1800 se la describe como pobre. Murió el 21 de octubre de 1808, a los setenta y siete años.